# Mai 1912

## Événements
- Hongrie : grève générale et émeutes à Budapest organisées par les sociaux-démocrates. La répression par la police fait six morts, 182 blessés et 300 arrestations.
- Mongolie : siège de Kobdo dont le gouverneur mandchou, qui compte sur une aide de la province du Xinjiang, résiste.

- 1er mai : premier vol de l'Avro F.

- 3 mai  : premier vol de l'Avro 500.

- 14 mai : début du règne de Christian X de Danemark (fin en 1947).

- 15 mai : élection générale québécoise de 1912. Lomer Gouin (libéral) est réélu au Québec.

- 20 mai, France : loi sur l’armement naval.

- 28 mai : à Venise exposition de 29 toiles de Monet.

- 29 mai : alliance entre la Bulgarie et la Grèce.

- 30 mai : 500 miles d'Indianapolis.

## Naissances
- 5 mai : Louis-René Beaudoin, homme politique fédéral provenant du Québec († 21 février 1970).
- 13 mai : Gil Evans, homme de musique († 20 mars 1988).
- 17 mai : Marie Déa, actrice française († 1er mars 1992).
- 14 mai : Fernand Pouillon, architecte français († 24 juillet 1986)
- 19 mai :
  - Michel D'Hooghe, coureur cycliste belge († 12 mai 1940).
  - Pietro Palazzini, cardinal italien de la curie romaine († 11 octobre 2000).
- 23 mai : Jean Françaix, compositeur († 25 septembre 1997).
- 24 mai : Eucher corbeil, syndicaliste canadien († 4 mai 2002).
- 26 mai : 
  - János Kádár, homme politique hongrois († 6 juillet 1989).
  - Jay Silverheels, acteur († 5 mars 1980).
- 30 mai : Leopold Paasch, compositeur allemand († 28 février 1988).

## Décès
- 14 mai : 
  - Frédéric VIII, roi du Danemark.
  - August Strindberg : écrivain et dramaturge suédois.
- 21 mai : Eduardo de Martino, peintre italien (° 29 mars 1838).
- 30 mai : Wilbur Wright (Brevet de pilote no 15).